# Margrét oddhaga

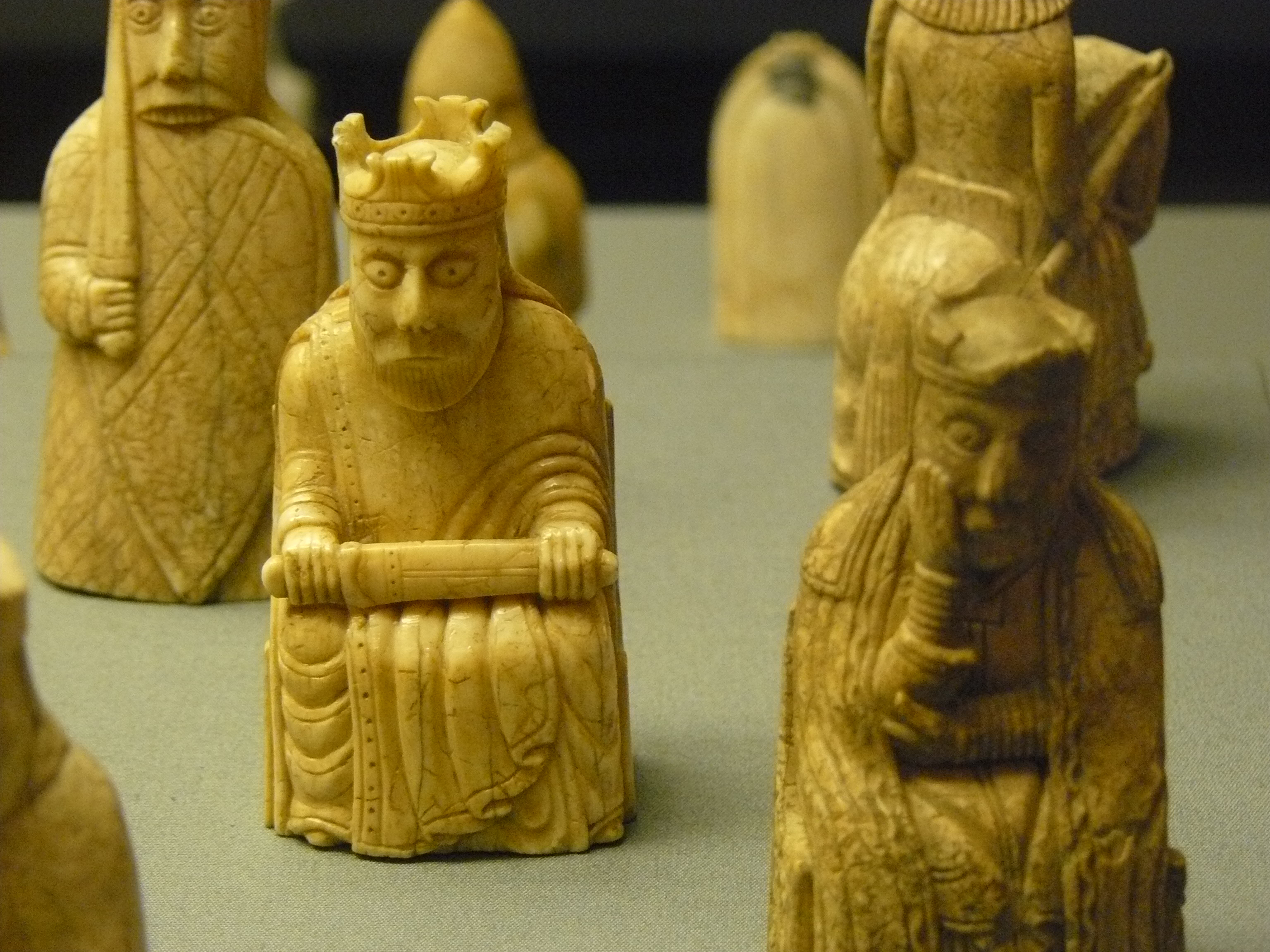
De Lewis-schaakstukken, waarvan wel is gesuggereerd dat ze door Margrét oddhaga zijn gemaakt

Margrét oddhaga was een IJslandse ivoorsnijdster uit de vroege 13e eeuw. Haar naam betekent letterlijk Margrét de bekwame. Zij werd in haar tijd de beste ivoorsnijder van IJsland genoemd.

## Biografie
Margrét oddhaga wordt genoemd in de IJslandse tekst Páls saga biskups (De saga van Bisschop Páll), die begin 13e eeuw is geschreven.
Volgens deze tekst stond Margrét oddhaga bekend als de beste ivoorsnijder van IJsland. Zij woonde in Skálholt en was getrouwd met de priester Thorir, een medewerker van bisschop Páll Jónsson. Zij maakte in opdracht van bisschop Páll ornamenten voor de kathedraal en geschenken voor andere hoge geestelijken en edellieden. Als cadeau voor de aartsbisschop maakte ze een bisschopsstaf van walrusivoor 'die kunstiger was dan iemand in IJsland ooit had gezien'.

## Lewis-schaakstukken
In 2010 werd voor het eerst de theorie naar voren gebracht dat Margrét oddhaga de maker zou kunnen zijn van de Lewis-schaakstukken, die gezien worden als middeleeuws noords ivoorsnijwerk van de hoogste kwaliteit. Concreet bewijs hiervoor is nog niet gevonden.